# Illinois State Route 3
Die Illinois State Route 3 ist die wichtigste regionale Nord-Süd-Verbindung im südwestlichen Illinois. Der südliche Endpunkt befindet sich 5,2 km nördlich des Stadtzentrums von Cairo an der Kreuzung des U.S. Highway 51 mit der Interstate 57. Den nördlichen Endpunkt bildet die Einmündung in die Illinois State Route 100 im Zentrum von Crafton. Die Gesamtlänge beträgt 301,66 km.

## Streckenbeschreibung
Die Illinois State Route ist von Waterloo nach Godfrey vierspurig und mit einem kleinen Abschnitt durch Granite City und um Alton sechsspurig ausgebaut.
Der Südabschnitt von Waterloo bis zum Ende bei Cairo ist zweispurig und verläuft am Rande des Shawnee National Forest.
Die Straße verläuft parallel zum Mississippi River und ist auf dem Großteil seines Streckenverlaufs Bestandteil des Abschnitts der Great River Road durch Illinois. Die Illinois State Route 3 führt an einer Reihe von historischen Stätten vorbei, so auch an der früheren Hauptstadt Kaskaskia.

## Geschichte
Die ursprüngliche Illinois State Route 3 führte von Cairo bis nach Morrison im Nordwesten von Illinois nördlich der Quad Cities. Mit Fertigstellung der Clark Bridge in Alton wurde der U.S. Highway 67 über die Strecke der vormaligen Illinois State Route 3 geführt und diese entsprechend verkürzt.